# Mike Jensen
Mike Lindemann Jensen (Herlev, 1988. február 19. –) válogatott dán labdarúgó, középpályás. Édesapja a szintén labdarúgó Henrik Jensen.

## Pályafutása

### Klubcsapatokban
2006 és 2013 között a Brøndby, 2008–09-ben kölcsönben a svéd Malmö FF, 2013 és 2020 között a norvég Rosenborg, 2020-ban a ciprusi APÓEL labdarúgója volt. 2021 óta a HB Køge játékosa.

### A válogatottban
2010 és 2018 között hét alkalommal szerepelt a dán válogatottban.

## Sikerei, díjai
Brøndby
- Dán kupa
  - győztes: 2008[1]
- Royal League
  - győztes: 2006–07[2]

 Rosenborg
- Norvég bajnokság
  - bajnok (4): 2015, 2016, 2017, 2018[3][4]
  - az év játékosa (2016)
  - az év középpályása (2016)
- Norvég kupa
  - győztes (2): 2015, 2016, 2018[3]